# Leonidas Pyrgos

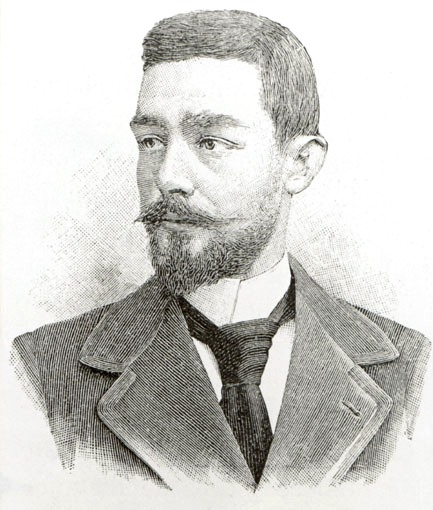
Imagem do esgrimista grego Leonidas Pyrgos.

Leonidas Pyrgos, nascido em Mantineia, Arcádia foi um esgrimista grego.
Ele foi o primeiro medalhista olímpico grego na história dos Jogos Olímpicos modernos, vencendo sua prova de esgrima dos Jogos Olímpicos de Verão de 1896 em 7 de abril de 1896. Seu concorrente no evento, que consistiu em um único fim de cercar folha de três chaves, foi um dos melhores esgrimistas do mundo, o francês Jean Maurice Perronet. Após uma disputa acirrada, Pyrgos venceu por 3-1.